# Prosaptia pectinata
Prosaptia pectinata är en stensöteväxtart som beskrevs av Moore. Prosaptia pectinata ingår i släktet Prosaptia och familjen Polypodiaceae. Inga underarter finns listade.